# Spielwarenmesse
Spielwarenmesse er en legetøjsmesse i Nürnberg i Tyskland, der afholdes hvert år i begyndelsen af februar. Det er verdens største fagmesse for legetøj og kan kun besøges af fagfolk, presse og indbudte gæster. På messen udstiller ca. 2.800 virksomheder fra mere end 60 forskellige lande deres nyheder. I 2014 blev messen besøgt af 76.000 forhandlere og indkøbere, heraf 56 % fra udlandet. Messen arrangeres af Spielwarenmesse eG.

## Historie
Før anden verdenskrig var Leipziger Messe det vigtigste mødested for legetøjsindustrien. Tysklands deling efter krigen gjorde imidlertid dette sted mindre attraktiv. I 1949 besluttede Carl Ehmann (Märklin), Arno Drottboom (Vereinigung Deutscher Spielwarenhändler), Hans Mangold (Gama) og Ernst Th. Horn (Arbeitsgemeinschaft Spielzeugindustrie) at etablere en tysk fagmesse for legetøj. Som lokalitet for den nye messe valgte man Nürnberg, fordi den havde tradition som legetøjsby.
Den første Deutsche Spielwarenfachmesse fandt sted fra 12. til 18. marts 1950 med deltagelse af 351 udstillere og 4.321 indkøbere. Det 3.000 m² store messeområde var fordelt på Wieselerhaus, Gemeindehaus Maxfeld, Gewerbemuseum, Røde Kors-bygningen Maxfeld og to telte. På grund af den store succes dannede 46 legetøjsfabrikanter 11. juli 1950 en sammenslutning til organisering af messen. Siden da har messen fundet sted hvert år.
Ved starten i 1950 benyttedes et logo med et tårn i stil med dem på Nürnbergs bymur. Der blev året efter ændret til et logo med et tårn på en gyngehest, der efterfølgende er blevet brugt med variationer frem til i dag. I 1958 blev messen udvidet til også at omfatte udenlandske udstillere, og den skiftede som følge heraf navn til Internationale Spielwarenmesse Nürnberg. I 1973 flyttede messen til det nybyggede Nürnberger Messezentrum, hvorved dets udstillingsområde blev forøget fra 35.000 til 52.000 m². I 1997 blev navnet ændret til Spielwarenmesse International Toy Fair Nürnberg.
I 2009 blev legetøjsmessen afholdt for 60. gang. Blandt udstillerne havde 44 været med alle gange siden starten. Udstillingsområdet var i mellemtiden vokset til 160.000 m². I 2013 blev navnet ændret til simpelthen Spielwarenmesse, et navn der da var blevet til et beskyttet varemærke. I 2021 og 2022 blev den fysiske messe aflyst på grund af coronaviruspandemien. I stedet blev der tilbudt en Spielwarenmesse Digital, hvor deltagerne kunne netværke.

## Temaer
På Spielwarenmesse udstilles hvert år omkring en million produkter, herunder ca. 70.000 nyheder. Messen er inddelt i en række produktgrupper (status 2018):
- Livsstil
- Dukker, tøjdyr
- Babyer og småbørn
- Trælegetøj og natur
- Skole og skriveartikler
- Teknik og handling
- Elektronisk legetøj
- Modelbyg og modeltog
- Sport, fritid og friluftsliv
- Fest/karneval og fyrværkeri
- Selskabsspil, bøger, læring og eksperimentering
- Gruppe med flere brancher.

## Nyheder
Siden 2004 præmieres der nyheder som ToyInnovations. De præmierede produkter adskiller sig fra andre ved deres innovation, koncept, kreativitet og ide. En jury bestående repræsentanter fra branchen udvælger sejrherrerne i otte kategorier (status 2010):
- Mode + livsstil
- Følelse + Oplevelse
- Kreativitet + Design
- Elektronik + Teknik
- Viden + Læring
- Sjov + Sport
- Spil + Action
- Økologi + Miljøbevidsthed

## Spielwarenmesse eG
Spielwarenmesse arrangeres af Spielwarenmesse eG. Det blev oprindeligt grundlagt af 46 virksomheder 11. juli 1950 under navnet Deutsche Spielwaren-Fachmesse eGmbH. I 1958 skiftede det navn til Spielwarenmesse eGmbH og i 1973 til Spielwarenmesse eingetragene Genossenschaft. Det ledes af en direktion, bestyrelse og generalforsamling.
I 2010 grundlagdes et 100 % ejet datterselskab, Spielwarenmesse (Shanghai) Co., Ltd., der skal tage sig af de kinesiske udstillere på Spielwarenmesse. 1. januar 2013 grundlagdes Spielwarenmesse Middle East Fuarcılık Ltd. Şti. Det 100 % ejede datterselskab har sæde i Istanbul og afholder den årlige Kids Turkey. Fra 1. januar 2016 fungerer det ligeledes 100 % ejede datterselskab Spielwarenmesse India Pvt. Ltd. som repræsentant på det indiske marked. Det organiserer og afholder Kids India, der afholdes hvert år i Mumbai siden 2012.